# Давыдова, Елена (легкоатлетка)
Еле́на Юрьевна Давы́дова (род. 16 ноября 1967) — советская казахстанская легкоатлетка, специалистка по многоборьям. Выступала за сборную СССР по лёгкой атлетике в 1980-х годах, обладательница серебряной медали Всемирной Универсиады в Загребе, серебряная и бронзовая призёрка чемпионата Европы среди юниоров, действующая рекордсменка Казахстана в семиборье. Представляла Алма-Ату и физкультурно-спортивное общество «Динамо».

## Биография
Елена Давыдова родилась 16 ноября 1967 года. Занималась лёгкой атлетикой в Алма-Ате, выступала за Казахскую ССР и физкультурно-спортивное общество «Динамо».
Впервые заявила о себе в сезоне 1985 года, когда на всесоюзных соревнованиях в Краснодаре превзошла всех соперниц в прыжках в длину и установила ныне действующий юниорский рекорд Казахстана в данной дисциплине — 6,81 метра. Попав в состав советской сборной, выступила на юниорском европейском первенстве в Котбусе, где с результатом в 6,55 метра выиграла бронзовую медаль в зачёте прыжков в длину и стала серебряной призёркой в семиборье, набрав в сумме 6051 очко.
В мае 1986 года в семиборье заняла 12-е место на международном турнире в Гётцисе. В прыжках в длину с результатом 6,62 метра получила серебро на IX летней Спартакиаде народов СССР в Ташкенте.
В 1987 году в семиборье с результатом 6206 стала шестой на международном турнире в Гётцисе. Принимала участие в Кубке Европы по легкоатлетическим многоборьям в Арле — показала 26-й результат в личном зачёте и вместе с соотечественницами выиграла женский командный зачёт. Будучи студенткой, представляла Советский Союз на Всемирной Универсиаде в Загребе — набрала в сумме семиборья 6272 очка и завоевала серебряную награду. Данный результат до настоящего времени остаётся рекордом Казахстана, хотя World Athletics его не ратифицировала).